# His Wife's Relatives (film 1917)
His Wife's Relatives è un cortometraggio muto del 1917 diretto da Louis Chaudet.

## Produzione
Il film fu prodotto dalla Nestor Film Company.

## Distribuzione
Distribuito dall'Universal Film Manufacturing Company, il film  - un cortometraggio di una bobina - uscì nelle sale cinematografiche USA il 5 febbraio 1917.